# Friedrich Cramm

Friedrich Cramm

Friedrich Wilhelm Cramm (* 18. September 1874 in Groß Lafferde, Landkreis Peine; † 30. Dezember 1942 in Peine) war ein deutscher Landwirt, Chronist und Politiker (DVP).

## Leben und Wirken
Friedrich Cramm besuchte die Volksschule in Lafferde und später eine Privatschule in Oldendorf bei Einbeck. 1886 kam er auf das Andreas-Realgymnasium in Hildesheim, das er Ostern 1888 aufgrund einer Krankheit verließ. Von 1889 bis Ostern 1893 war er Schüler der Landwirtschaftsschule in Hildesheim. Danach gehörte er eine Weile dem Füsilierregiment Prinz Albrecht von Preußen an, um schließlich im väterlichen und in fremden landwirtschaftlichen Betrieben zu arbeiten.
Seit dem Herbst 1905 lebte Cramm als selbstständiger Landwirt in Timmerlah. In den folgenden Jahren beteiligte er sich an der Gründung des Braunschweigischen Landbundes. Am Ersten Weltkrieg nahm er von 1915 bis 1917 als Landsturmmann teil.
Von 1920 bis 1928 gehörte Friedrich Wilhelm Cramm für die Deutsche Volkspartei (DVP) als Abgeordneter des Wahlkreises 16 (Südhannover-Braunschweig) dem Reichstag in Berlin an. Von 1920 bis 1924 war Cramm außerdem Mitglied des Braunschweigischen Landtages.
Als frommer Protestant war Cramm des Weiteren in der evangelischen Elternbundbewegung tätig und war Vorstandsmitglied des Braunschweigischen Evangelischen Landeselternbundes. Nach dem Tod des Kapitäns Karl von Müller im Frühjahr 1923 wurde er Mitglied der verfassungsgebenden Braunschweigischen Landessynode. Daneben gehörte er auch dem Landeskirchentag an.

## Schriften (Auswahl)
- Höfe, Häuser und Menschen in Timmerlah.[1]
- F. W. Cramm: Das Pusterohr. In: Braunschweigische Heimat. Braunschweig 1934, 25 (1), S. 16–21.[2]